# No ni szaku hana no jó ni
A No ni szaku hana no jó ni (野に咲く花のように; Hepburn: No ni Saku Hana no Yō ni) Gackt japán énekes kislemeze, mely 2007. február 7-én jelent meg a Nippon Crown kiadónál. Harmadik helyezett volt az Oricon heti slágerlistáján és 11 hétig szerepelt rajta.

## Háttere
2006. február 28-án Gackt részt vett a hjógo prefektúrai Maiko Középiskola ballagási ünnepségén, ahol beszédet mondott és előadott egy, kifejezetten az alkalomra írt dalt, melyet 2007. február 7-én No ni szaku hana no jó ni címmel jelentetett meg. Gackt azóta többször is részt vett különféle ballagási eseményeken.

## Számlista
| #  | Cím                                                                               | Hossz |
| -- | --------------------------------------------------------------------------------- | ----- |
| 1. | No ni szaku hana no jó ni (野に咲く花のように; Hepburn: No ni Saku Hana no Yō ni) | 5:36  |
| 2. | No ni szaku hana no jó ni (Minna no uta)                                          | 4:27  |
| 3. | No ni szaku hana no jó ni (PF Style)                                              | 5:29  |
| 4. | No ni szaku hana no jó ni (Instrumental)                                          | 5:36  |
| 5. | No ni szaku hana no jó ni (PF Solo)                                               | 5:22  |